# Olympische Sommerspiele 1908/Leichtathletik – Speerwurf freier Stil (Männer)
Der Speerwurf der Männer im freien Stil bei den Olympischen Spielen 1908 in London wurde am 15. Juli 1908 im White City Stadium entschieden. Am Vormittag des gleichen Tages fand eine Qualifikation statt, aus der sich drei Werfer für den Wettkampf qualifizierten.
Olympiasieger wurde der Schwede Eric Lemming. Der Grieche Michalis Dorizas gewann die Silbermedaille. Bronze ging an den Norweger Arne Halse.
Dieser Wettbewerb stand bei Olympischen Spielen nur 1908 auf dem Programm. Zur Ausführung dieses Werfens gibt es wie beim Diskuswurf, griechischer Stil, unterschiedliche Darstellungen.
- Kluge sagt in seiner unten genannten Literatur aus, dass die Mehrheit der Teilnehmer den heute üblichen „Mittelgriff“ anwendete und dass keine besondere Technik vorgeschrieben war.
- Laut unten genanntem Buch von zur Megede hielten die Werfer den Speer mit ausgestrecktem Arm am hinteren Ende. Während des Anlaufs wurde das Wurfgerät an die vordere Schulter gelehnt und mit der freien Hand – deshalb der Begriff „freie Technik“ – gehalten. Beim Abwurf schleuderte der Athlet den Speer schließlich aus dem weiterhin gestreckten Arm von hinten heraus nach oben vorn. Ein wenig wird die Technik auf dem Foto unten mit Imre Mudin angedeutet.

## Rekorde
Da diese Disziplin bald nach diesen Spielen aus dem Wettkampfkalender verschwand und ganz im Gegensatz zum Speerwurf mit Mittelgriff nie eine große Rolle spielte, gab es keine offiziellen Weltrekorde und auch keinen olympischen Rekord, denn die Konkurrenz hatte nie zuvor im olympischen Programm gestanden.
Folgende Rekorde wurden in dieser Disziplin bei den Olympischen Spielen 1908 aufgestellt:
| OR | 46,04 m | Armas Pesonen    | Finnland     | Qualifikation, 15. Juli |
| OR | 51,36 m | Michalis Dorizas | Griechenland | Qualifikation, 15. Juli |
| OR | 54,44 m | Eric Lemming     | Schweden     | Qualifikation, 15. Juli |

## Ergebnisse

### Qualifikation
Die Qualifikation wurde in fünf zeitlich gestaffelten Gruppen ausgetragen. Die Ergebnisse dieser Gruppen wurden zusammengefasst. Nur die insgesamt besten drei Werfer der Qualifikation – hellgrün hinterlegt – konnten den Finalwettkampf bestreiten. Die in der Qualifikation erzielten Leistungen wurden in der Wertung des Endresultats mitberücksichtigt. Sowohl in der Qualifikation als auch im Finale hatten die Teilnehmer je drei Versuche.

#### Gruppe A
| Athlet           | Land           | Weite (m) |
| ---------------- | -------------- | --------- |
| Armas Pesonen    | Finnland       | 46,04 OR  |
| Jalmari Sauli    | Finnland       | 43,30000  |
| Juho Halme       | Finnland       | 39,88000  |
| Henry Leeke      | Großbritannien | k. A.000  |
| Walter Henderson | Großbritannien | k. A.000  |
| Ernest May       | Großbritannien | k. A.000  |

#### Gruppe B

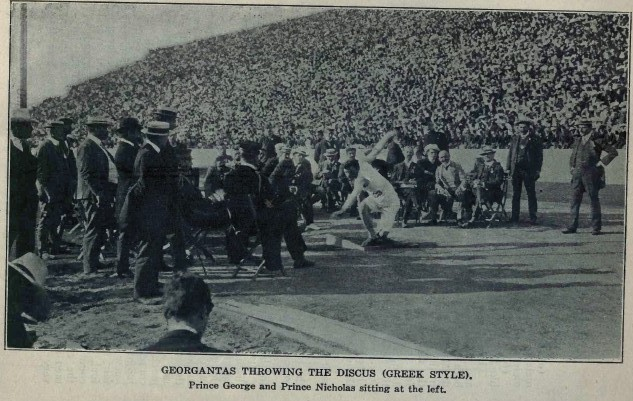
Nikolaos Georgandas – hier als Zweiter des Diskuswurfs bei den Olympischen Zwischenspielen 1906 – ausgeschieden im Vorkampf
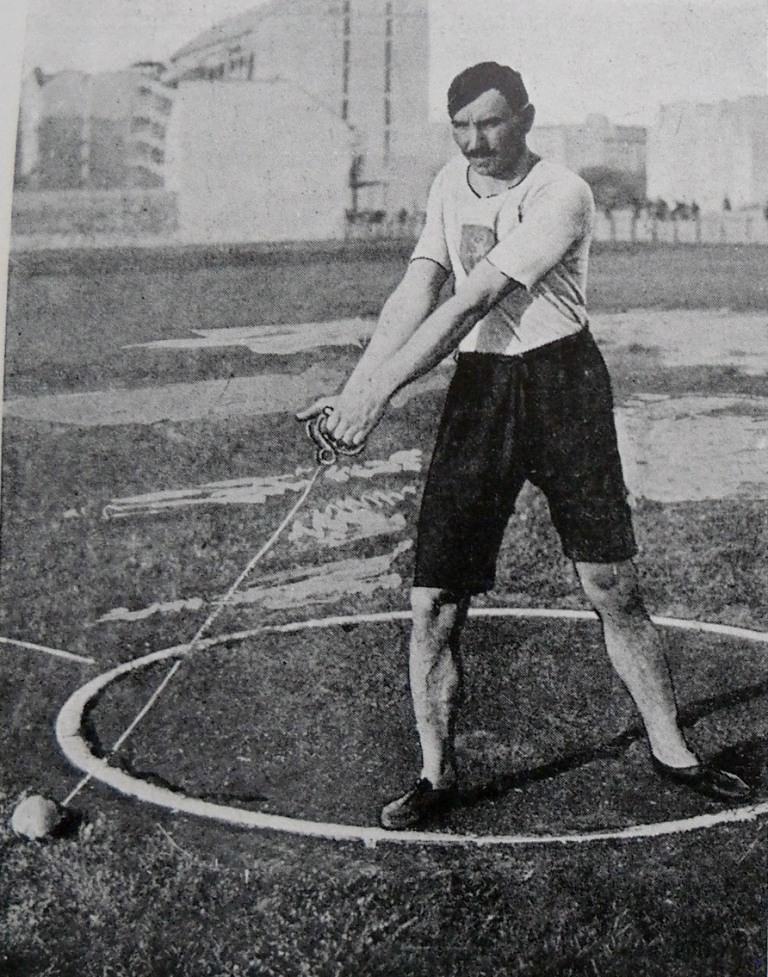
István Mudin – hier als Hammerwerfer – auch Siebter des Diskuswurfs, griechischer Stil, schied in der Qualifikation aus

| Athlet              | Land           | Weite (m) |
| ------------------- | -------------- | --------- |
| Michalis Dorizas    | Griechenland   | 51,36 OR  |
| Arne Halse          | Norwegen       | 49,73000  |
| Charalambos Zouras  | Griechenland   | 48,61000  |
| Nikolaos Georgandas | Griechenland   | k. A.000  |
| Conrad Carlsrud     | Norwegen       | k. A.000  |
| István Mudin        | Ungarn         | k. A.000  |
| Alfred Flaxman      | Großbritannien | k. A.000  |
| Edward Barrett      | Großbritannien | k. A.000  |

#### Gruppe C
| Athlet          | Land     | Weite (m) |
| --------------- | -------- | --------- |
| Imre Mudin      | Ungarn   | 45,96     |
| Johan Kemp      | Finnland | k. A.     |
| Aarne Salovaara | Finnland | k. A.     |
| Evert Jakobsson | Finnland | k. A.     |
| Ferenc Jesina   | Ungarn   | k. A.     |
| György Luntzer  | Ungarn   | k. A.     |

In Qualifikationsgruppe C ausgeschiedene Speerwerfer:

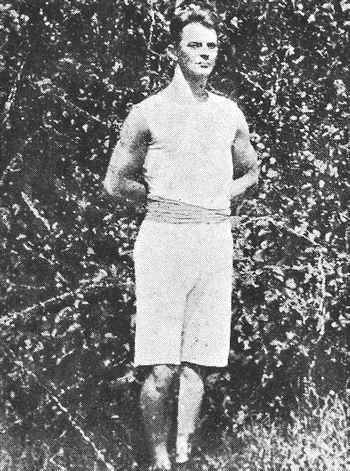
Johan Kemp
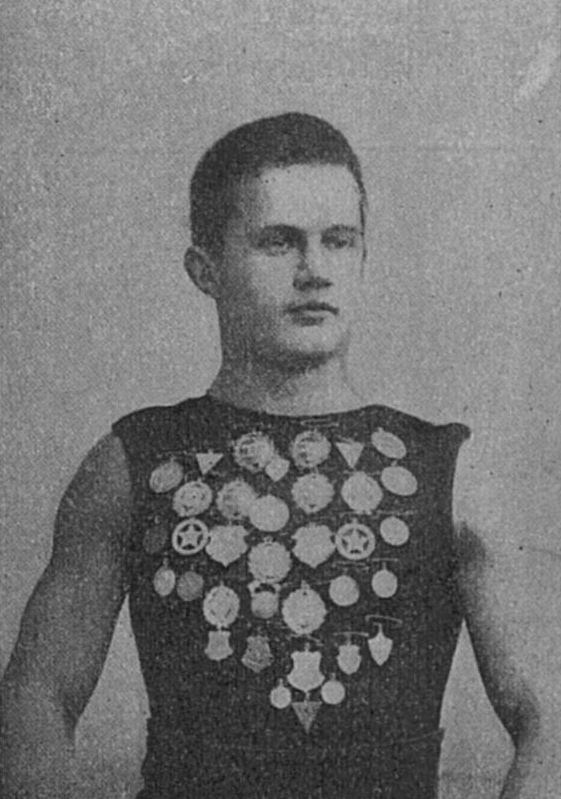
Aarne Salovaara
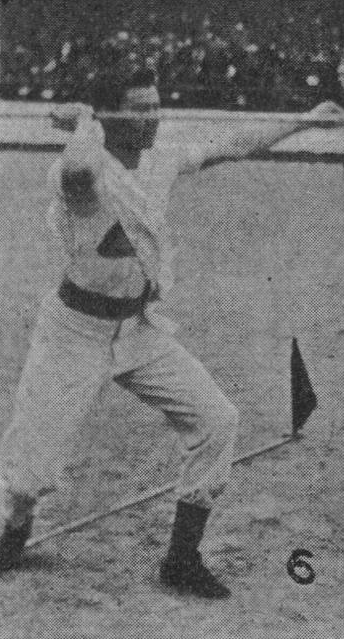
Everet Jakobsson
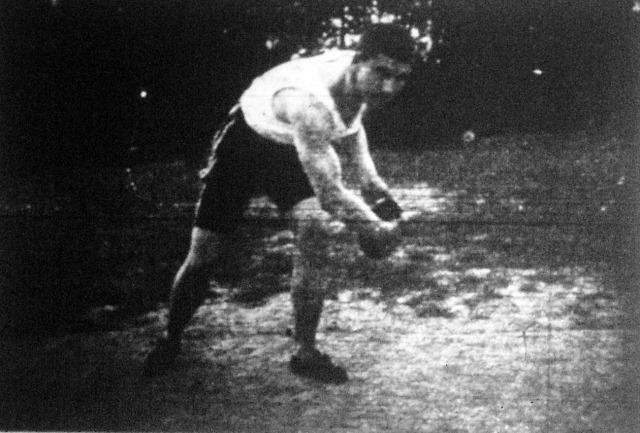
György Luntzer

#### Gruppe D
| Athlet           | Land     | Weite (m) |
| ---------------- | -------- | --------- |
| Eric Lemming     | Schweden | 54,44 OR  |
| Bruno Söderström | Schweden | k. A.     |
| Knut Lindberg    | Schweden | k. A.     |
| Otto Nilsson     | Schweden | k. A.     |
| František Souček | Böhmen   | k. A.     |

#### Gruppe E
| Athlet            | Land        | Weite (m) |
| ----------------- | ----------- | --------- |
| Hugo Wieslander   | Schweden    | 47,56     |
| Jarl Jakobsson    | Finnland    | k. A.     |
| Verner Järvinen   | Finnland    | k. A.     |
| Ludwig Uettwiller | Deutschland | k. A.     |
| Emil Welz         | Deutschland | k. A.     |
| Mór Kóczán        | Ungarn      | k. A.     |
| Emilio Brambilla  | Italien     | k. A.     |
| John Johansen     | Norwegen    | k. A.     |

In Qualifikationsgruppe D und E ausgeschiedene Speerwerfer:

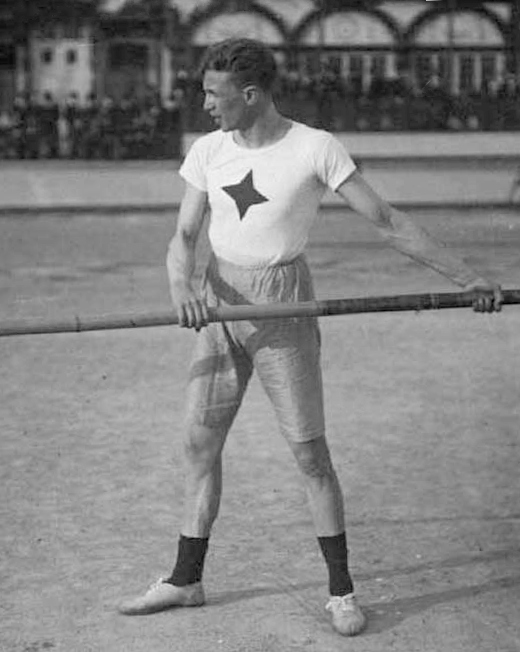
Bruno Söderström (Gruppe D), Bronzemedaillengewinner im Stabhochsprung
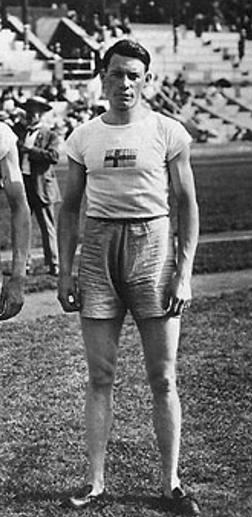
Knut Lindberg (Gruppe D) – über 100 Meter Zweiter seines Vorlaufs
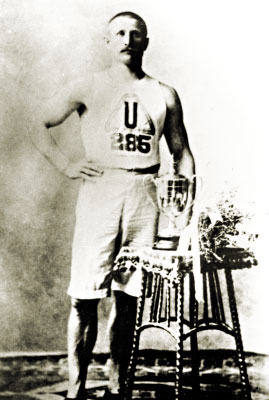
Verner Järvinen (Gruppe E), Dritter des Diskuswurfs im griechischen Stil

### Finale und Endergebnis der besten Neun
| Platz | Athlet             | Land         | Weite (m) |
| ----- | ------------------ | ------------ | --------- |
| 1     | Eric Lemming       | Schweden     | 54,44 OR  |
| 2     | Michalis Dorizas   | Griechenland | 51,36000  |
| 3     | Arne Halse         | Norwegen     | 49,73000  |
| 4     | Charalambos Zouras | GRE          | 48,61000  |
| 5     | Hugo Wieslander    | SWE          | 47,55000  |
| 6     | Armas Pesonen      | FIN          | 46,04000  |
| 7     | Imre Mudin         | HUN          | 45,96000  |
| 8     | Jalmari Sauli      | FIN          | 43,30000  |
| 9     | Juho Halme         | FIN          | 39,88000  |

Keinem der drei Finalisten gelang eine Verbesserung gegenüber den ersten drei Durchgängen. Eric Lemming siegte überlegen und gewann seine erste Goldmedaille. Zwei Tage darauf wurde er auch in der Mittelgriffkonkurrenz Olympiasieger und errang 1912 in Stockholm zum dritten Mal olympisches Gold im Speerwurf. Den zweiten Platz belegte der Grieche Michalis Dorizas vor dem norwegischen Silbermedaillengewinner des Speerwurfs mit Mittelgriff, Arne Halse. Auf Platz vier kam mit Charalambos Zouras ein weiterer Grieche. Mit Rang fünf erreichte der schwedische Zehnkampfolympiasieger von 1912, Hugo Wieslander, seine beste Platzierung bei den Spielen von London. Hinter ihm belegte der Finne Armas Pesonen den sechsten Platz.

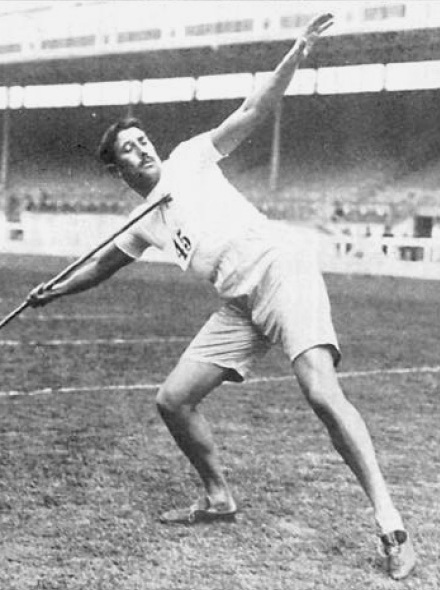
Der Speerwurfdoppelsieger von London Eric Lemming gewann 1912 noch einmal Olympiagold
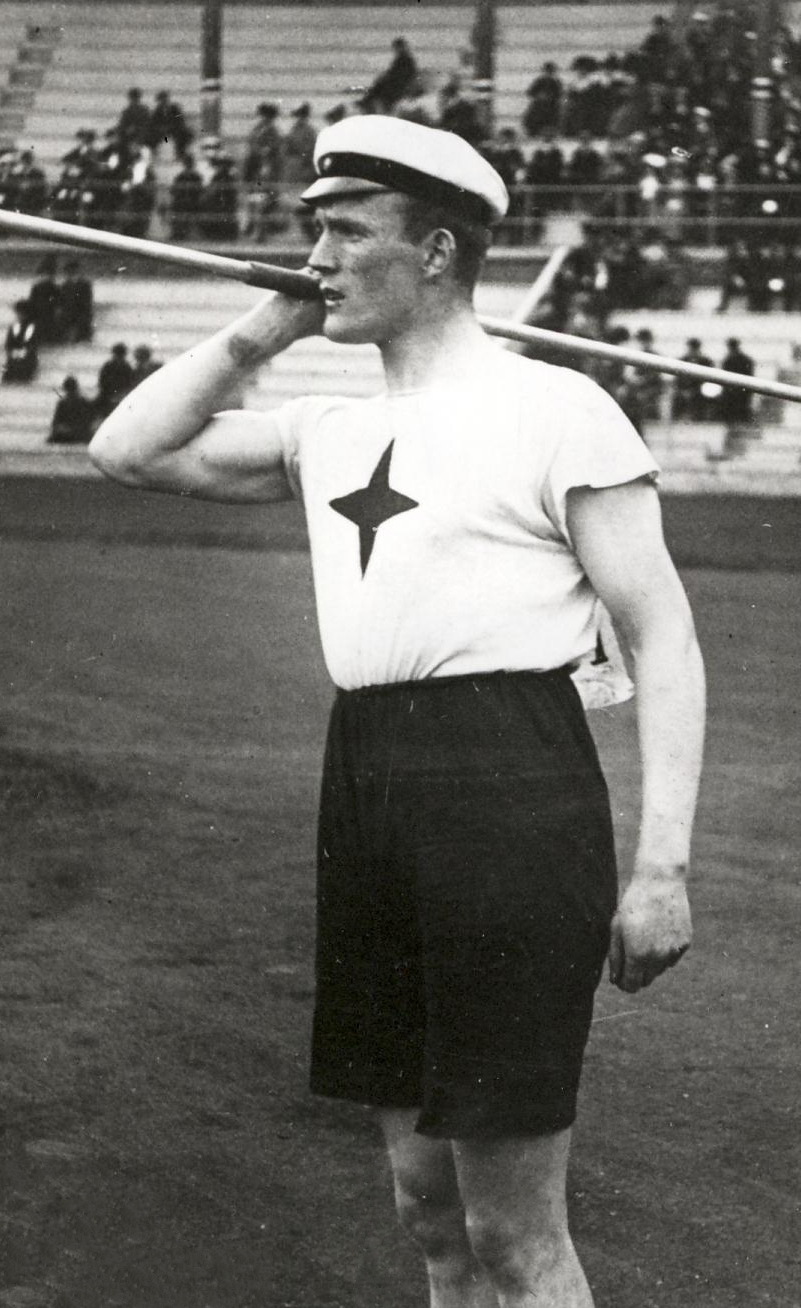
Der Zehnkampf-Olympiasieger von 1912 Hugo Wieslander belegte Rang fünf
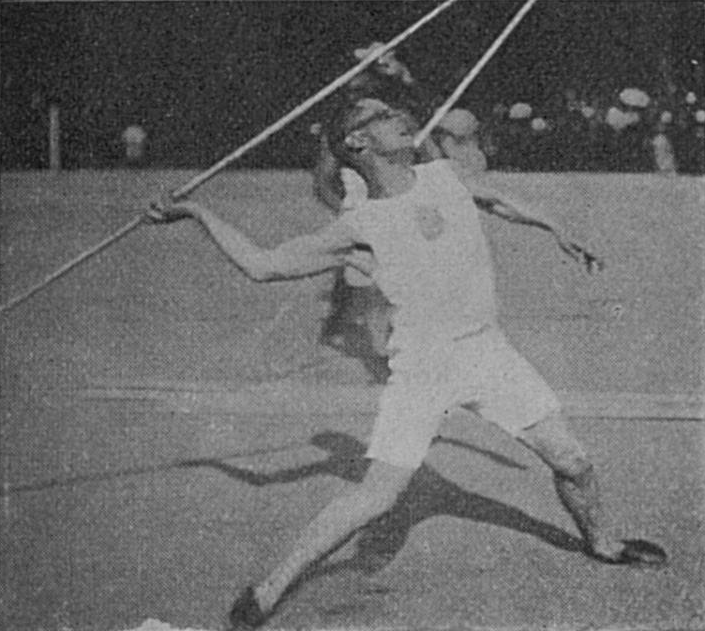
Armas Pesonen, Fünfter des Speerwurfs mit Mittelgriff, wurde Sechster
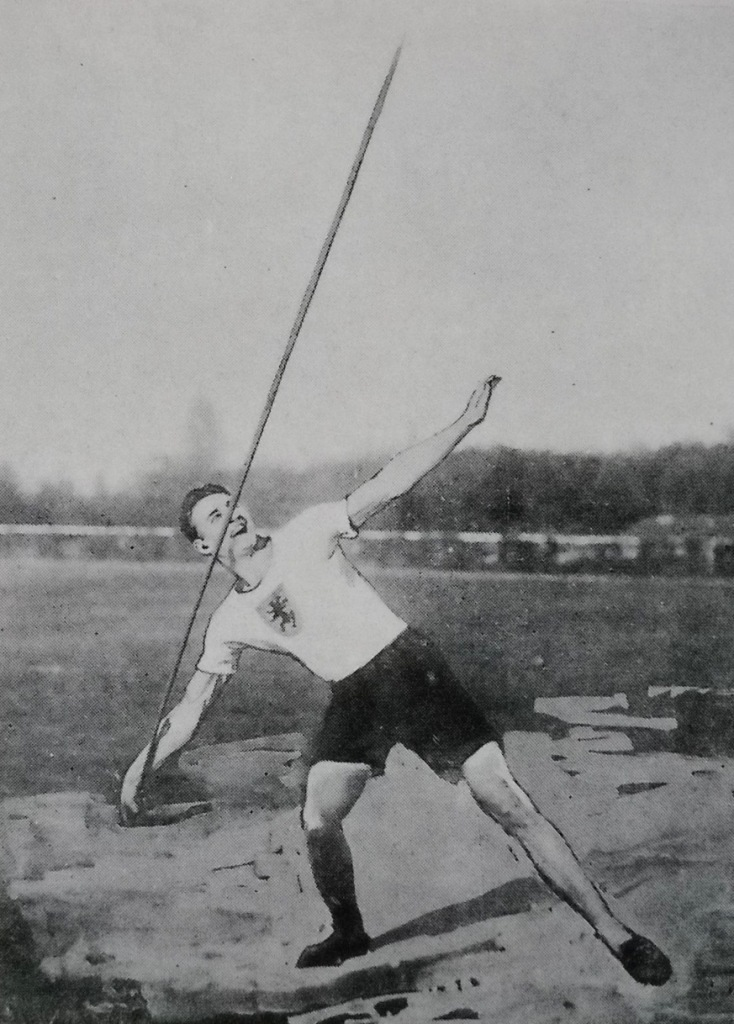
Imre Mudin – hier bei der Ausführung eines echten Versuchs in der Freiwurftechnik – kam auf den siebten Platz
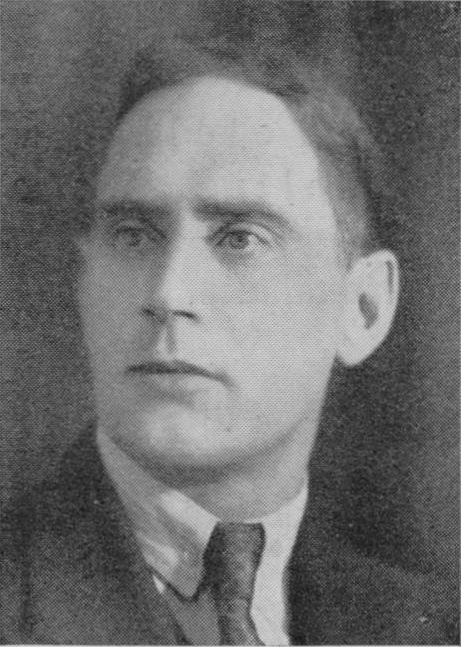
Der Olympiaachte Jalmari Sauli – hier in einer Aufnahme um das Jahr 1929 – war unter anderem auch Siebter des Kugelstoßens
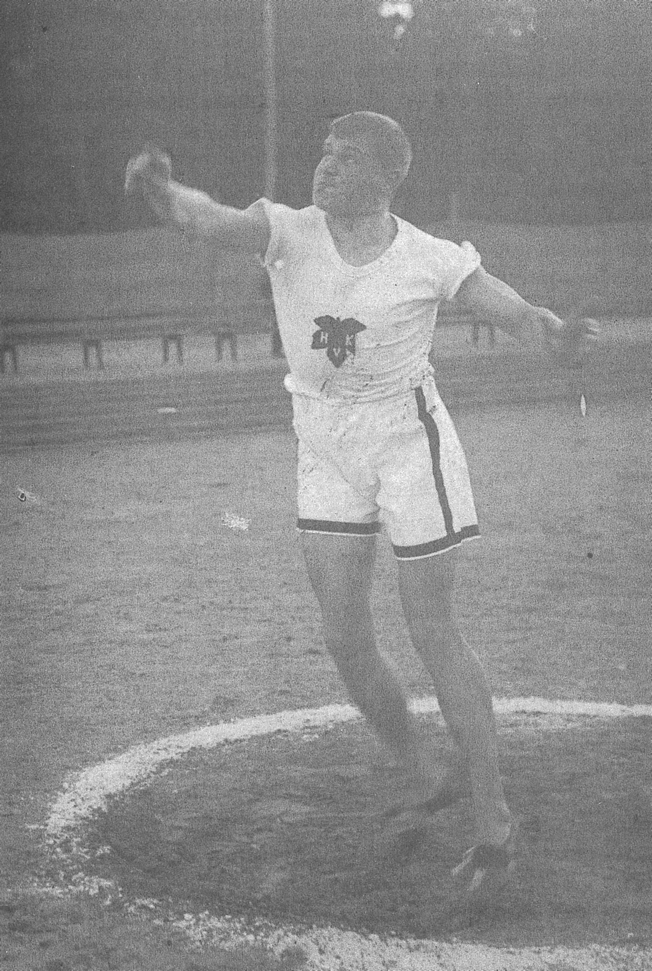
Juho Halme, auch Sechster des Speerwurfs per Mittelgriff, belegte Rang neun